# Mosnac-Saint-Simeux
Mosnac-Saint-Simeux [monak sɛ̃ simø] est une commune nouvelle située dans le département de la Charente, en région Nouvelle-Aquitaine, créée le 1er janvier 2021, et peuplée de 967 habitants.
Issue de la fusion des communes de Mosnac et Saint-Simeux, son chef-lieu est fixé à Mosnac.

## Géographie
| Vibrac                   | Moulidars             | Champmillon |
| Angeac-Charente          | Mosnac-Saint-Simeux   | Sireuil     |
| Châteauneuf-sur-Charente | Roullet-Saint-Estèphe |             |

## Politique et administration
Le conseil municipal est composé à sa création de tous les conseillers municipaux des communes fusionnées.
| Période      | Période  | Identité        | Étiquette | Qualité                      |
| ------------ | -------- | --------------- | --------- | ---------------------------- |
| janvier 2021 | En cours | Monique Percept |           | ancien maire de Saint-Simeux |

### Communes déléguées
| Nom            | Code Insee | Intercommunalité   | Superficie (km2) | Population (dernière pop. légale) | Densité (hab./km2) |
| -------------- | ---------- | ------------------ | ---------------- | --------------------------------- | ------------------ |
| Mosnac (siège) | 16233      | CA du Grand Cognac | 6,33             | 449 (2018)                        | 71                 |
| Saint-Simeux   | 16351      | CA du Grand Cognac | 9,4              | 577 (2018)                        | 61                 |

### Politique environnementale
Dans son palmarès 2024, le Conseil national de villes et villages fleuris de France a attribué une fleur à la commune.

## Population et société

### Démographie

#### Évolution démographique
L'évolution du nombre d'habitants est connue à travers les recensements de la population effectués dans la commune depuis sa création.

En 2022, la commune comptait 967 habitants.
| 2017  | 2018  | 2019  | 2022 |
| ----- | ----- | ----- | ---- |
| 1 045 | 1 026 | 1 004 | 967  |

#### Pyramide des âges
La population de la commune est relativement jeune.
En 2018, le taux de personnes d'un âge inférieur à 30 ans s'élève à 31,8 %, soit au-dessus de la moyenne départementale (30,2 %). À l'inverse, le taux de personnes d'âge supérieur à 60 ans est de 25,5 % la même année, alors qu'il est de 32,3 % au niveau départemental.
En 2018, la commune comptait 497 hommes pour 529 femmes, soit un taux de 51,56 % de femmes, légèrement inférieur au taux départemental (51,59 %).
Les pyramides des âges de la commune et du département s'établissent comme suit.
| Hommes | Classe d’âge | Femmes |
| ------ | ------------ | ------ |
| 1,0    | 90 ou +      | 1,2    |
| 7,6    | 75-89 ans    | 7,7    |
| 17,3   | 60-74 ans    | 16,2   |
| 25,5   | 45-59 ans    | 24,4   |
| 17,5   | 30-44 ans    | 18,1   |
| 13,1   | 15-29 ans    | 15,0   |
| 18,0   | 0-14 ans     | 17,3   |

| Hommes | Classe d’âge | Femmes |
| ------ | ------------ | ------ |
| 1      | 90 ou +      | 2,7    |
| 9,2    | 75-89 ans    | 12     |
| 20,6   | 60-74 ans    | 21,3   |
| 20,7   | 45-59 ans    | 20,3   |
| 16,8   | 30-44 ans    | 16     |
| 15,6   | 15-29 ans    | 13,4   |
| 16,1   | 0-14 ans     | 14,3   |

## Urbanisme

### Typologie
Au 1er janvier 2024, Mosnac-Saint-Simeux est catégorisée commune rurale à habitat dispersé, selon la nouvelle grille communale de densité à 7 niveaux définie par l'Insee en 2022.
Elle est située hors unité urbaine. Par ailleurs la commune fait partie de l'aire d'attraction d'Angoulême, dont elle est une commune de la couronne,. Cette aire, qui regroupe 94 communes, est catégorisée dans les aires de 50 000 à moins de 200 000 habitants,.

### Risques majeurs
Le territoire de la commune de Mosnac-Saint-Simeux est vulnérable à différents aléas naturels : météorologiques (tempête, orage, neige, grand froid, canicule ou sécheresse), inondations et séisme (sismicité modérée). Un site publié par le BRGM permet d'évaluer simplement et rapidement les risques d'un bien localisé soit par son adresse soit par le numéro de sa parcelle.
La commune fait partie du territoire à risques importants d'inondation (TRI) Saintes-Cognac-Angoulême, regroupant 46 communes concernées par un risque de débordement du fleuve Charente (34 en Charente et 12 en Charente-Maritime), un des 18 TRI qui ont été arrêtés fin 2012 sur le bassin Adour-Garonne. Les événements antérieurs à 2014 les plus significatifs sont les crues de l'hiver 1779, de 1842, de 1859, du 9 décembre 1882 du 19 février 1904, du 10 janvier 1961, de mars-avril 1962, du 24 décembre 1982 et du 8 janvier 1994. Des cartes des surfaces inondables ont été établies pour trois scénarios : fréquent (crue de temps de retour de 10 ans à 30 ans), moyen (temps de retour de 100 ans à 300 ans) et extrême (temps de retour de l'ordre de 1 000 ans, qui met en défaut tout système de protection). La commune a été reconnue en état de catastrophe naturelle au titre des dommages causés par les inondations et coulées de boue survenues en 1982, 1986, 1993, 1999 et 2021,.

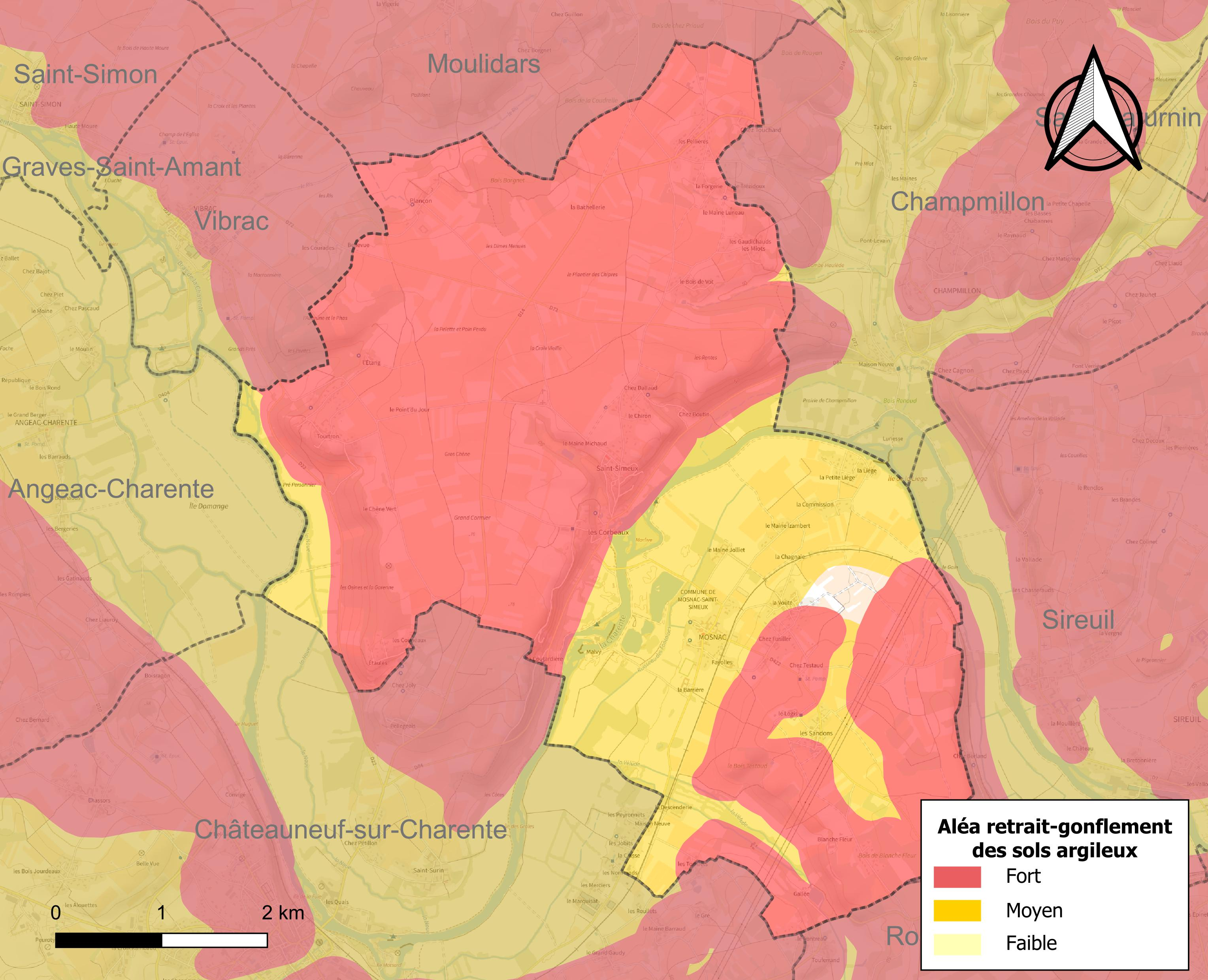
Carte des zones d'aléa retrait-gonflement des sols argileux de Mosnac-Saint-Simeux.

Le retrait-gonflement des sols argileux est susceptible d'engendrer des dommages importants aux bâtiments en cas d’alternance de périodes de sécheresse et de pluie. 97,9 % de la superficie communale est en aléa moyen ou fort (67,4 % au niveau départemental et 48,5 % au niveau national). Sur les 223 bâtiments dénombrés sur la commune en 2019,  217 sont en aléa moyen ou fort, soit 97 %, à comparer aux 81 % au niveau départemental et 54 % au niveau national. Une cartographie de l'exposition du territoire national au retrait gonflement des sols argileux est disponible sur le site du BRGM,.
Par ailleurs, afin de mieux appréhender le risque d’affaissement de terrain, l'inventaire national des cavités souterraines permet de localiser celles situées sur la commune.
Concernant les mouvements de terrains, la commune a été reconnue en état de catastrophe naturelle au titre des dommages causés par la sécheresse en 2005 et par des mouvements de terrain en 1999.